# Tom Beck
 (juillet 2020).
Pour les articles homonymes, voir Beck.
Thomas Helmut Beck, plus connu sous le nom de Tom Beck, né le 26 février 1978 à Nuremberg en Allemagne de l'Ouest, est un acteur et chanteur allemand.

## Biographie
Tom Beck est connu en Allemagne pour avoir joué dans de nombreux téléfilms, et en invité dans quelques séries. 
Il est aussi connu pour avoir joué dans de nombreuses comédies musicales, telles que Grease, Hair, Fame, Moulin rouge...
En plus d'être danseur et acteur, il est aussi chanteur et mannequin. L'album Superficial Animal — dont le premier single, Sexy, est un succès — sort le 25 mars 2011. Le 5 octobre 2012, Tom Beck publie un autre album, Americanized. 
De 2008 à 2013, dans la série Alerte Cobra, il joue, en tant que personnage principal, le rôle de Ben Jäger, aux côtés de son acolyte Erdogan Atalay (Sami Gerçan). Il reprend ce rôle en 2019, lors du premier épisode de la saison 46. En France, la série est diffusée sur TMC puis NRJ12.
Pour son départ de la série Alerte Cobra, il compose This Time, titre diffusé dans le dernier épisode.
Le 6 octobre 2010, on peut voir Tom Beck dans Deutschland gegen Türkei : das Duell, dans l'équipe d'Allemagne, avec Erdogan Atalay dans l'équipe de Turquie. Le duel est remporté par la Turquie.
Le 6 février 2014, le film Vaterfreuden de Matthias Schweighöfer sort en Allemagne, au cinéma.
Tom Beck est à l'affiche du téléfilm Einstein diffusé le 24 mars 2015 sur Sat 1 aux côtés de Katrin Heß (Hess) et Mark Keller (tous deux anciens acteurs d'Alerte Cobra). À la suite du succès d'audience du téléfilm, celui-ci est suivi d'une déclinaison en série TV, dans laquelle Beck reprend son rôle de Felix Winterberg. La série prend fin en 2019. 
En avril 2020, déguisé en paresseux, il remporte la seconde saison de l'émission The Masked Singer, en Allemagne.

## Filmographie
- 2003 : Commissaire Brunetti enquêtes à Venise - Saison 2 Épisode 11
- 2004 : Frères ennemis (Rosamunde Pilcher - Land der Sehnsucht) (VF : Geoffrey Vigier) : Taylor
- 2004 : L'Impossible Rêve (Eine unter Tausend)   : Tim
- 2005 : Les Allumeuses (Schulmädchen)   : Michi
- 2007 : L'Arc de cupidon (Rosamunde Pilcher - Pfeile Der Liebe) (VF : Geoffrey Vigier) : William Evans
- 2008 : À la croisée de mon destin
- 2008- 2013 & 2019 : Alerte Cobra (Alarm für Cobra 11 - Die Autobahnpolizei) (série TV) : Ben Jäger
- 2008 : ProSieben FunnyMovie (Dörte's Dancing )   : Jimmy
- 2011 : Marie X (Ausgerechnet Sex!)   : Roy
- 2014 : Vaterfreuden   : Ralph
- 2014 : Irre  sind  männlich   : Carsten
- 2014 : Alles  ist  Liebe   : Jan Silber
- 2015 : Meine  allerschlimmste Freundin   : Wolfgang
- 2015 - 2019  : Einstein : Équations criminelles  : Felix Winterberg
- 2015 : Die abhandene Welt   : Florian
- 2016 : Stadtlandliebe   : Sam
- 2016 : Männertag   : Chris  Bosse
- 2016 : SMS für Dich   : Jonathan
- 2016 : Dating Alarm   : Edgar
- 2017 : You Are Wanted : Marc Wessling

## Alerte Cobra (2008-2013 puis  2019)
Tom Beck est principalement connu en France pour son rôle dans la série Alerte Cobra diffusé sur NRJ12 et RTL9 qui rassemble en moyenne 600 000 téléspectateurs.
En août 2013, il annonce qu'il quitte Alerte Cobra à l'issue de la trentre-quatrième saison pour se consacrer à d'autres projets, sans pour autant exclure d'y revenir dans le futur, à l'instar de René Steinke. Dans la série, pour justifier le départ de Ben Jäger ; les scénaristes vont faire partir Ben pour qu'il puisse aller mener une carrière musicale aux États-Unis d'Amérique.
Il revient dans la saison 46 en septembre 2019 pour le premier épisode .

## Einstein (2015-2019)
Le 24 mars 2015 le téléfilm intitulé "Einstein" est diffusé sur SAT.1, et à la suite de son succès, SAT.1 annonce le 25 mars 2015 que le téléfilm ayant réalisé une des meilleures audiences de la chaîne depuis un an avec 3,4 millions de téléspectateurs, Einstein sera décliné en série.
Tom Beck incarne le rôle de Félix Winterberg, petit fils du physicien Einstein et lui-même physicien, il souffre de la maladie d'Huntington avec la probabilité qu'il ne vive pas au-delà de son 40e anniversaire.
Une première saison est donc tournée du 7 avril au 8 juin 2015. 
Le téléfilm a été diffusé en France sur M6 à 13h45 le mercredi 9 septembre. Ce téléfilm et la série qui en découle ont ensuite été diffusés sur Chérie 25 en 2021 sous le titre Einstein: Equations criminelles.

## Discographie

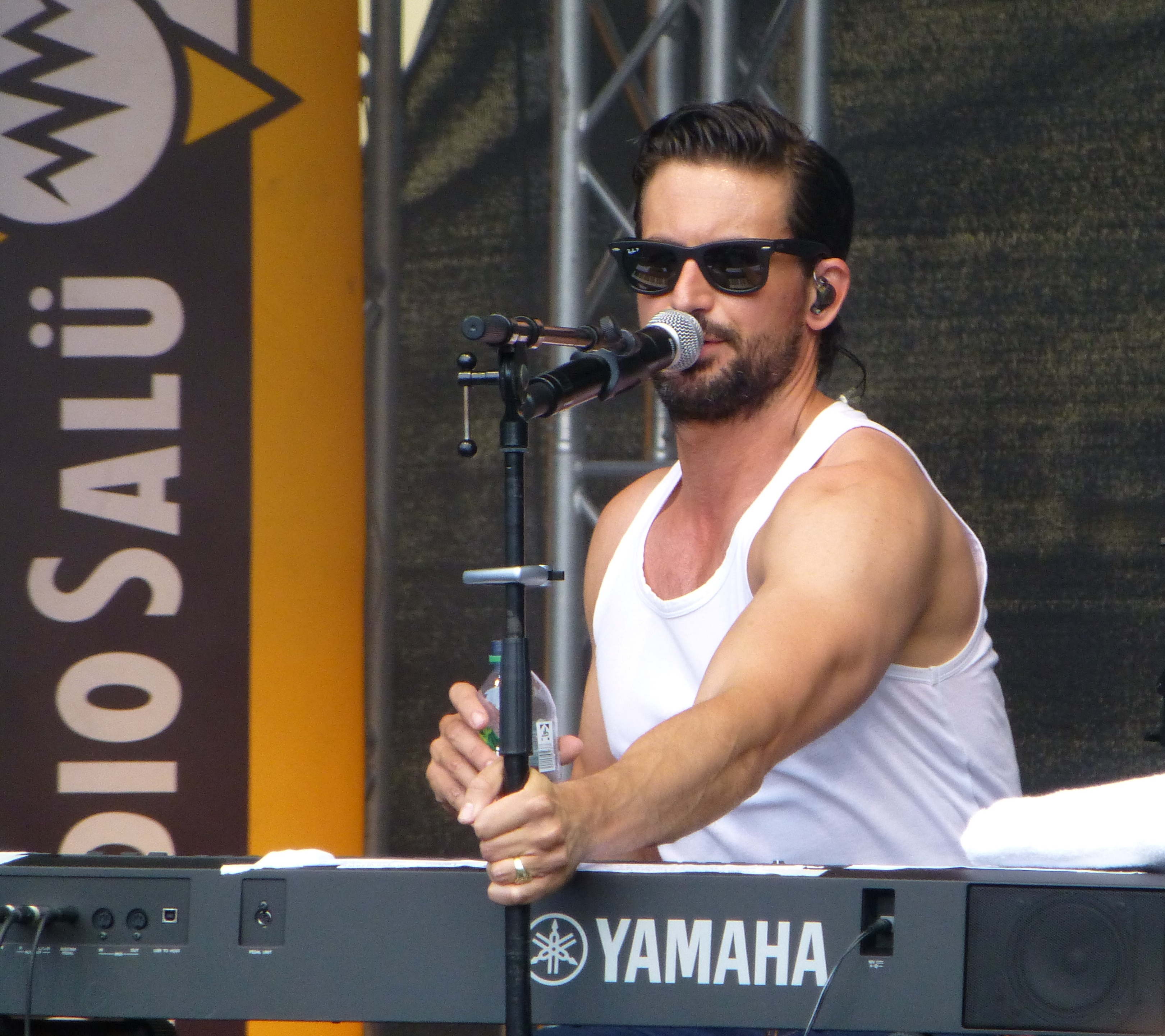
Tom Beck dans un concert (2014)

Album
- 2011 : Superficial Animal
- 2012 : Americanized
- 2013 : Americanized Tour 2013
- 2014 : Unplugged in Köln
- 2015 : So wie es ist

Single
- 2011 : Sexy
- 2011 : Drive My Car
- 2011 : The Longing
- 2012 : Der Moment
- 2012 : Ain't got you
- 2012 : Nice Guys Finish Last
- 2013 : This Time
- 2014 : Fort von hier
- 2015 : Hey Puppe